# Сомоніно (гміна)
Гміна Сомоніно (пол. Gmina Somonino) — сільська гміна у північній Польщі. Належить до Картузького повіту Поморського воєводства.
Станом на 31 грудня 2011 у гміні проживало 9877 осіб.

## Територія
Згідно з даними за 2007 рік площа гміни становила 112.27 км², у тому числі:
- орні землі: 53.00%
- ліси: 36.00%

Таким чином, площа гміни становить 10.02% площі повіту.

## Населення
Станом на 31 грудня 2011:
| Опис     | Загалом | Загалом | Чоловіки | Чоловіки | Жінки | Жінки |
| -------- | ------- | ------- | -------- | -------- | ----- | ----- |
| одиниця  | осіб    | %       | осіб     | %        | осіб  | %     |
| все      | 9877    | 100     | 5062     | 51.25    | 4815  | 48.75 |
| міське   | 0       | 100     | 0        |          | 0     |       |
| сільське | 9877    | 100     | 5062     | 51.25    | 4815  | 48.75 |

## Сусідні гміни
Гміна Сомоніно межує з такими гмінами: Жуково, Картузи, Косьцежина, Нова Карчма, Пшивідз, Стенжиця.